# Eyşan Özhim
Eyşan Özhim (* 5. Oktober 1970 in Istanbul) ist eine türkische Schauspielerin und Model.

## Biografie
Eyşan Özhim wurde am 5. Oktober 1970 in Istanbul geboren. Sie studierte an der Marmara-Universität. 1990 bekam sie bei Miss Turkey den zweiten Platz. Ihr Debüt gab sie 1992 in der Fernsehserie Yıldızlar Gece Büyür. Im selben Jahr trat sie in Bizim Eller auf. Anschließend spielte sie 2006 in der Serie İyi ki Varsın mit.
Außerdem wurde Özhim für den Film Emret Komutanım Şah Mat gecastet. 2007 bekam sie in dem Film Kutsal Damacana die Hauptrolle. 2013 setzte sie ihre Karriere in Benimle Oynar mısın? fort. 2017 war Özhim in Badem Şekeri zu sehen.

## Filmografie
Filme
- 2006: Emret Komutanım Şah Mat
- 2006: Kısık Ateşte 15 Dakika
- 2007: Kutsal Damacana
- 2008: Başka Semtin Çocukları
- 2013: Benimle Oynar mısın?
- 2017: Badem Şekeri

Serien
- 1992: Yıldızlar Gece Büyür
- 1992: Bizim Eller
- 1992: Teleflaş
- 2006: İyi ki Varsın